# Wilcze dzieci (film animowany)
Wilcze dzieci (jap. おおかみこどもの雨と雪 Ōkami kodomo no Ame to Yuki) – japoński film animowany, napisany i wyreżyserowany przez Mamoru Hosodę.
Na potrzeby tego filmu Hosoda utworzył Studio Chizu, które we współpracy ze studiem Madhouse wyprodukowało film. Projekty postaci wykonał Yoshiyuki Sadamoto, który zaprojektował wcześniej postaci do takich anime, jak: Fushigi no umi no Nadia (1990) oraz Neon Genesis Evangelion (1995).
Wilcze dzieci miały swoją światową premierę w Paryżu w dniu 25 czerwca 2012 roku, a od 21 lipca 2012 roku film ten był wyświetlany w kinach w Japonii. Film Wilcze dzieci zdobył również kilka nagród, między innymi Nagrodę Japońskiej Akademii Filmowej w kategorii animacja filmowa roku.
W Polsce film został wydany przez Mayfly dnia 12 września 2015 roku na DVD i Blu-ray w wersji z lektorem i napisami.

## Fabuła
Studentka o imieniu Hana zakochuje się w człowieku-wilku i ma z nim dwójkę dzieci – córkę Yuki i rok młodszego syna, Ame. Wkrótce po narodzinach Ame ich ojciec zostaje zabity podczas polowania.
Samotne wychowywanie Yuki i Ame nie jest łatwe. Dzieci nieustannie przeskakują ze swej ludzkiej do wilczej formy i Hana zmuszona jest ukrywać dzieci przed światem. Gdy odwiedzają Hanę pracownicy społeczni, ponieważ dzieci nie stawiły się na obowiązkowe szczepienia, Hana przenosi się na wieś. Ciężko pracuje, by doprowadzić dom do porządku i utrzymać dzieci z samodzielnie uprawianych pól.
Yuki prosi matkę, by – jak inne dzieci – mogła iść do szkoły. Hana godzi się, pod warunkiem że Yuki utrzyma swoją drugą naturę w sekrecie. Pomimo że koledzy i koleżanki mają ją za nieco dziwną osobę, to ta aklimatyzuje się w środowisku. Z kolei Ame jest bardziej zainteresowany lasem i pobiera lekcje przetrwania od starego lisa.
Do klasy Yuki przenosi się chłopak o imieniu Sōhei, który zauważa, że Yuki jest nieco dziwna. Gdy zaczyna ją naciskać, Yuki zmienia się w wilka i przypadkowo rani Sōhei'a, co z kolei prowadzi do konfrontacji z rodzicami i gronem pedagogicznym. Sōhei jednak twierdzi, że zaatakował go wilk, co odwraca uwagę od Yuki. Po tej sytuacji Sōhei i Yuki zaprzyjaźniają się.
Yuki i Ame kłócą się o to, czy są ludźmi, czy wilkami. Następnego dnia, gdy Yuki jest w szkole, nadciąga sztorm, a Ame biegnie do lasu, by pomóc swojemu umierającemu nauczycielowi. Hana wyrusza za nim i przeszukuje las w poszukiwaniu syna, ale potyka się i traci przytomność. Ame znajduje swoją matkę i przenosi w bezpieczne miejsce. Hana budzi się w momencie, gdy Ame zmienia się w wilka i odchodzi w góry. Rozumie, że jej syn odnalazł własną ścieżkę i akceptuje jego pożegnanie.
Rok później Yuki przenosi się do bursy dla uczniów gimnazjum. Hana, mieszkająca samotnie, rozmyśla nad wychowaniem swych dzieci.

## Bohaterowie
| Postać            | Seiyū                              |
| ----------------- | ---------------------------------- |
| Hana              | Aoi Miyazaki                       |
| Yuki              | Haru Kuroki, Momoka Ōno (dziecko)  |
| Ame               | Yukito Nishii, Amon Kabe (dziecko) |
| Człowiek-wilk     | Takao Ōsawa                        |
| Sōhei Fujii       | Takuma Hiraoka                     |
| matka Sōheia      | Megumi Hayashibara                 |
| pan Nirasaki      | Bunta Sugawara                     |
| syn Nirasakiego   | Takashi Kobayashi                  |
| synowa Nirasaki   | Tomie Kataoka                      |
| pan Tanabe        | Shota Sometani                     |
| Hosokawa          | Tadashi Nakamura                   |
| Yamaoka           | Tamio Ōki                          |
| Tendo             | Hajime Inoue                       |
| pani Horita       | Kumiko Asō                         |
| pani Doi          | Mitsuki Tanimura                   |
| Shino             | Rino Kobayashi                     |
| Bunko             | Chika Arakawa                      |
| Sōko              | Fūka Haruna                        |
| Keno              | Mone Kamishiraishi                 |
| prezenter radiowy | Taichi Masu                        |

## Powiązane

### Manga
Na podstawie filmu powstała także manga, wydana przez wydawnictwo Kadokawa Shoten, napisana przez Mamoru Hosodę, a narysowana przez Yū (jap. 優). W Polsce manga została wydana przez wydawnictwo Waneko.
| Nr | Język japoński   | Język japoński         | Język polski        | Język polski           |
| Nr | Data wydania     | ISBN                   | Data wydania        | ISBN                   |
| -- | ---------------- | ---------------------- | ------------------- | ---------------------- |
| 1  | 11 lipca 2012    | ISBN 978-4-04-120321-7 | 6 sierpnia 2015     | ISBN 978-83-64891-95-3 |
| 2  | 28 lutego 2013   | ISBN 978-4-04-120620-1 | 6 października 2015 | ISBN 978-83-64891-97-7 |
| 3  | 31 sierpnia 2013 | ISBN 978-4-04-120771-0 | 4 grudnia 2015      | ISBN 978-83-64891-98-4 |

### Inne
- Ōkami kodomo no Ame to Yuki (jap. おおかみこどもの雨と雪)[13], Mamoru Hosoda, Kadokawa Shoten, ISBN 978-4-04-100323-7
- Ōkami kodomo no Ame to Yuki ARTBOOK (jap. おおかみこどもの雨と雪 ARTBOOK)[14], Kadokawa Shoten, ISBN 978-4-04-110286-2

## Odbiór
Wilcze dzieci były w Japonii drugim, najlepiej sprzedającym się filmem w weekend otwarcia (21–22 lipca 2012), prześcigając takie tytuły, jak m.in. film Merida waleczna Disneya, który debiutował w tym samym tygodniu. Obejrzało go wówczas ponad 276 tysięcy widzów, a dochód wyniósł ponad 300 milionów jenów. Ostatecznie film ten zarobił ponad 4 miliardy jenów, uplasowując się na piątym miejscu najlepiej zarabiających filmów w Japonii w 2012 roku.

## Nagrody
| Rok  | Ceremonia                                       | Kategoria                             | Nominowany                    | Rezultat        | Źródło |
| ---- | ----------------------------------------------- | ------------------------------------- | ----------------------------- | --------------- | ------ |
| 2012 | Newtype Anime Awards                            | Film roku                             | Wilcze dzieci                 | Trzecie miejsce | [ 17 ] |
| 2012 | Mainichi Film Award                             | Najlepszy film animowany              | Wilcze dzieci                 | Wygrana         | [ 18 ] |
| 2012 | Film fra sør (Films from the South Festival)    | Srebrne lustro                        | Wilcze dzieci                 | Wygrana         | [ 19 ] |
| 2012 | Film fra sør (Films from the South Festival)    | Nagroda publiczności                  | Wilcze dzieci                 | Wygrana         | [ 19 ] |
| 2013 | Nagroda Japońskiej Akademii Filmowej            | Animacja filmowa roku                 | Wilcze dzieci                 | Wygrana         | [ 5 ]  |
| 2013 | Tokyo Anime Award                               | Animacja roku                         | Wilcze dzieci                 | Wygrana         | [ 20 ] |
| 2013 | Tokyo Anime Award                               | Najlepszy pełnometrażowy film krajowy | Wilcze dzieci                 | Wygrana         | [ 20 ] |
| 2013 | Tokyo Anime Award                               | Najlepszy reżyser                     | Mamoru Hosoda                 | Wygrana         | [ 20 ] |
| 2013 | Tokyo Anime Award                               | Najlepszy scenariusz                  | Satoko Okudera, Mamoru Hosoda | Wygrana         | [ 20 ] |
| 2013 | Tokyo Anime Award                               | Najlepszy dyrektor animacji           | Hiroshi Ohno                  | Wygrana         | [ 20 ] |
| 2013 | Tokyo Anime Award                               | Najlepsze projekty postaci            | Yoshiyuki Sadamoto            | Wygrana         | [ 20 ] |
| 2013 | New York International Children's Film Festival | Nagroda publiczności                  | Wilcze dzieci                 | Wygrana         | [ 21 ] |

Wilcze dzieci zdobyły w 2014 roku nagrodę Home Media Magazine za najlepsze wydanie płytowe.